# حديقة يلدز

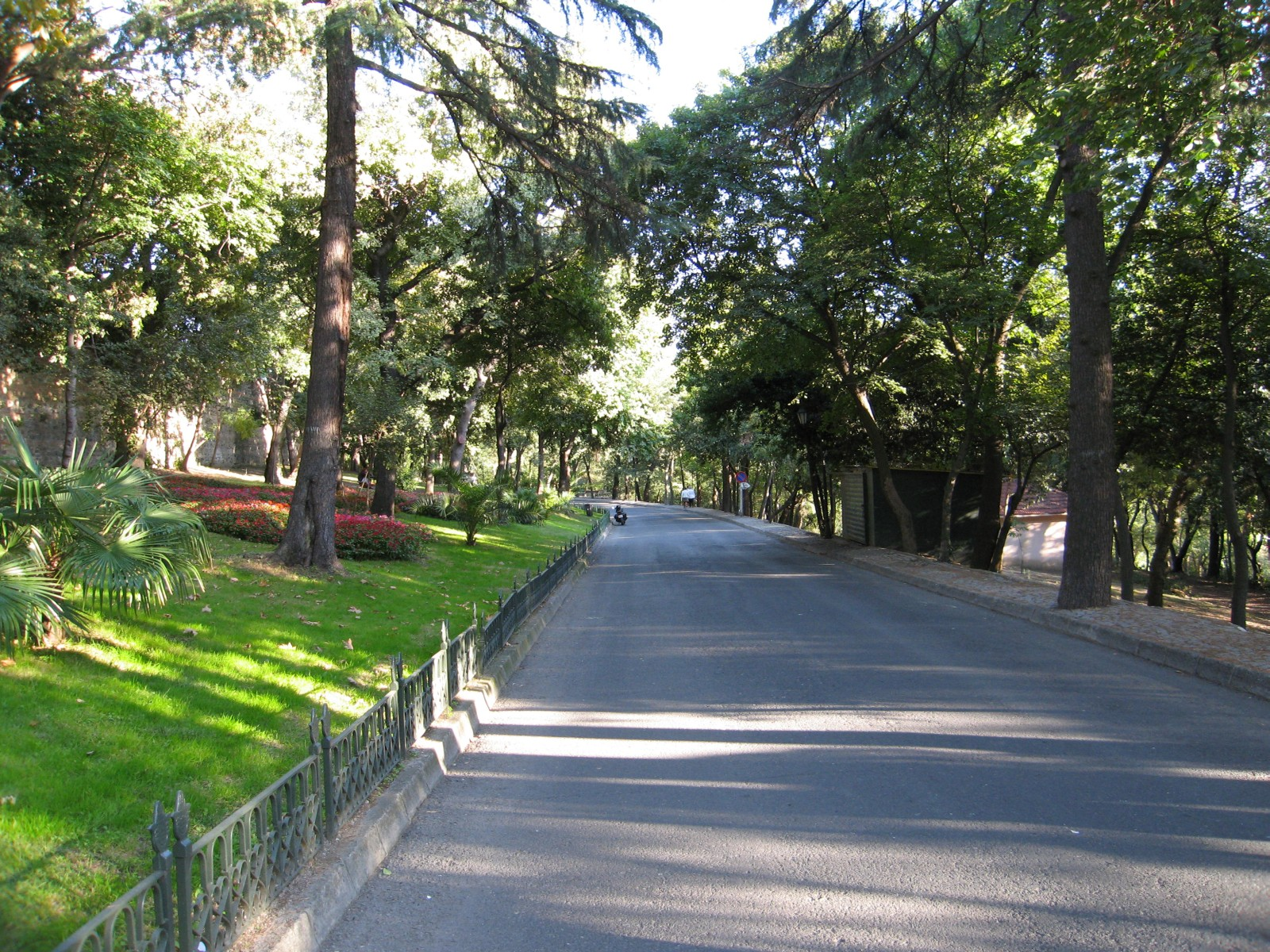
«حديقة يلدز»

حديقة يلدز هي حديقة عامة تقع في بشكطاش في إسطنبول.
تقع على مقربة من قصر يلدز. وعلى ضفاف البوسفور.

## معرض صور

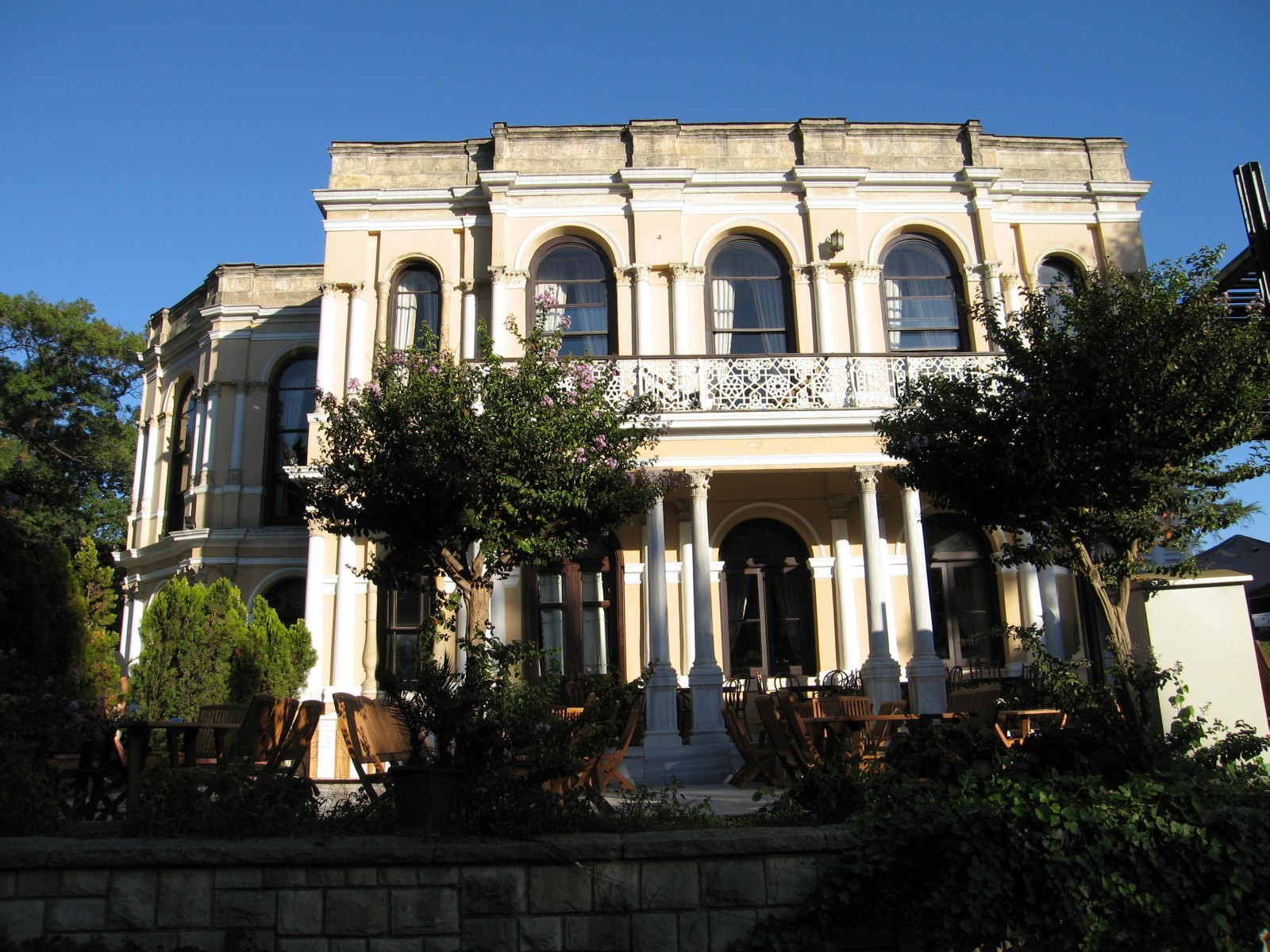
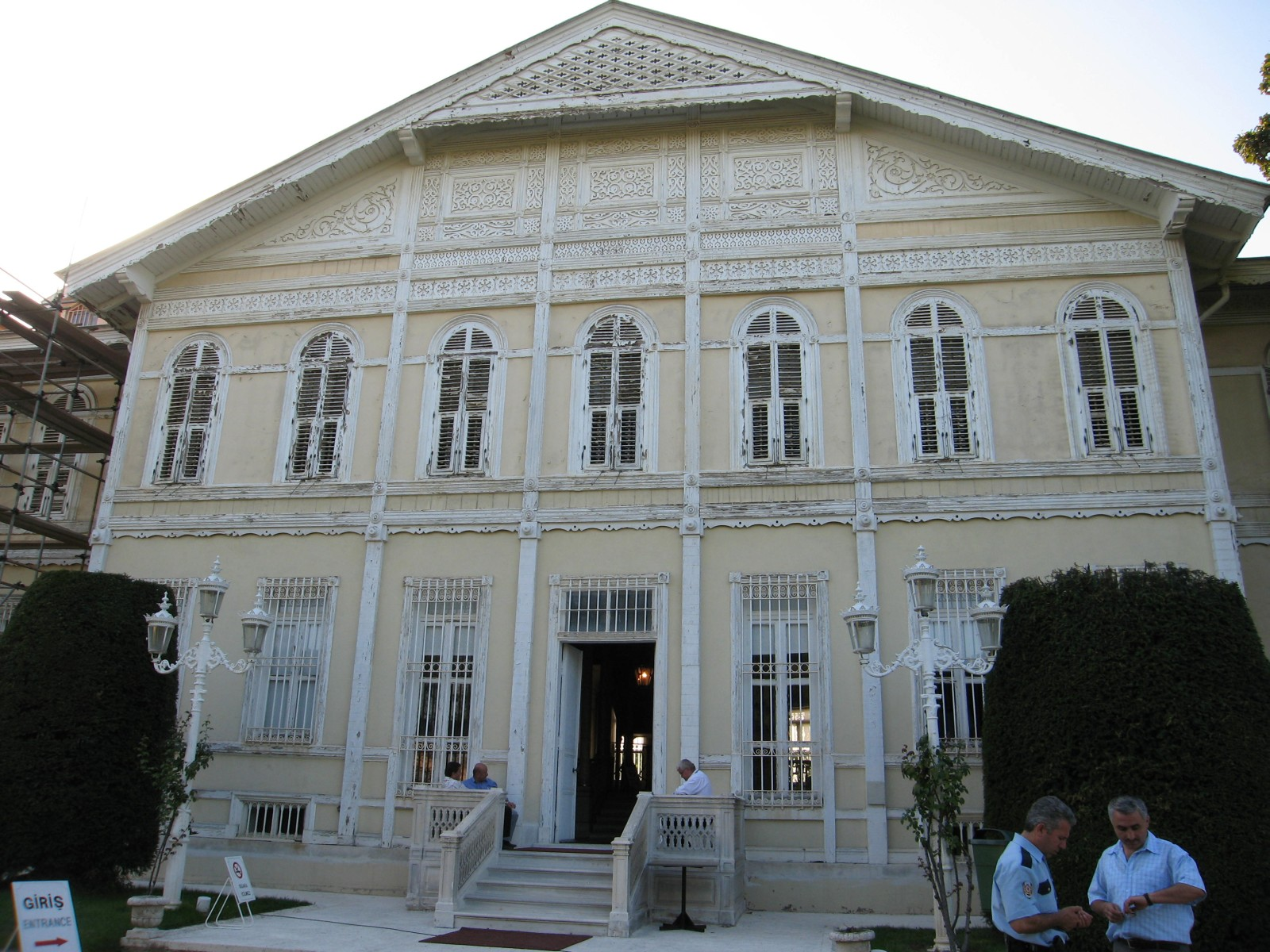
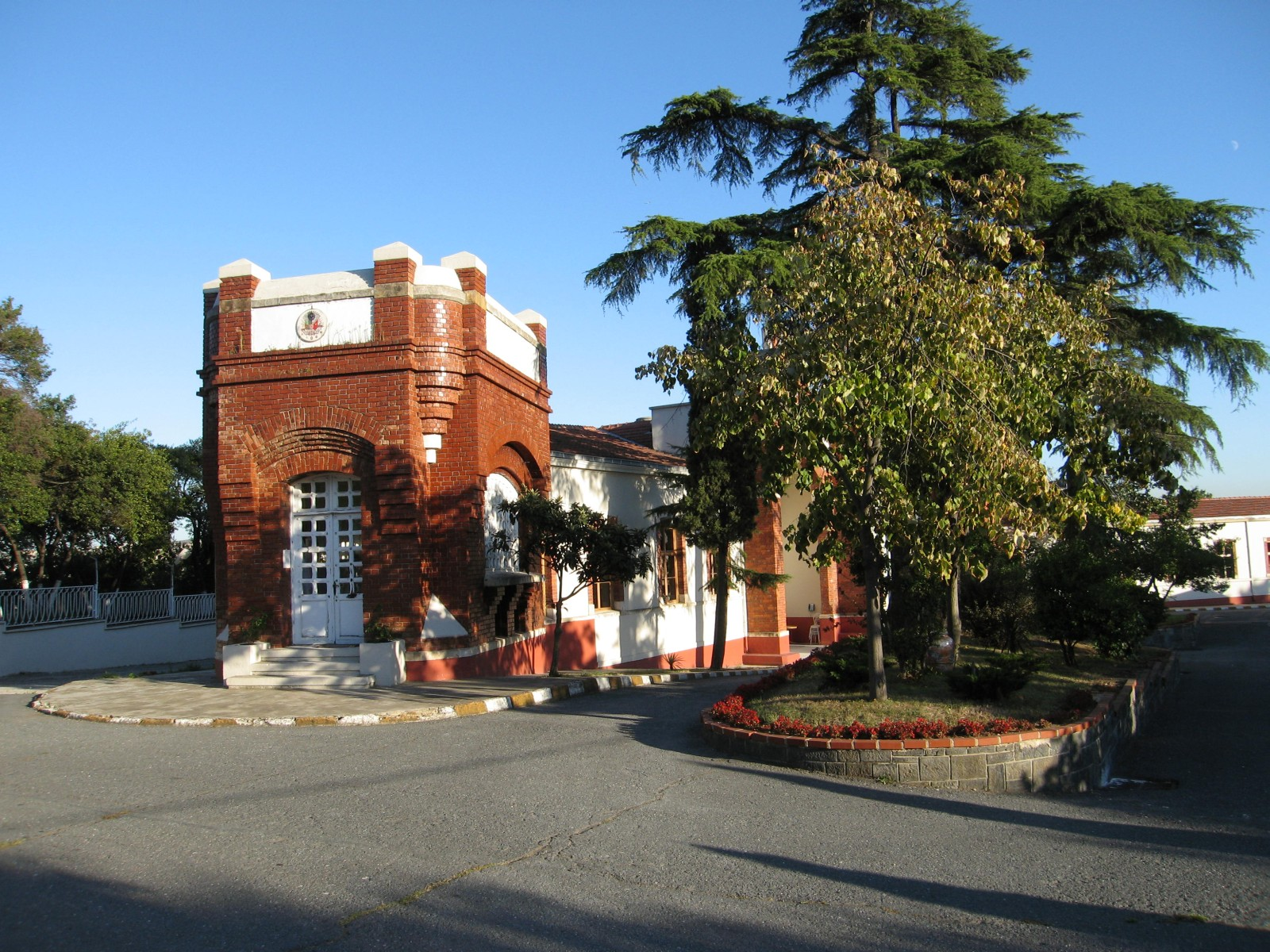
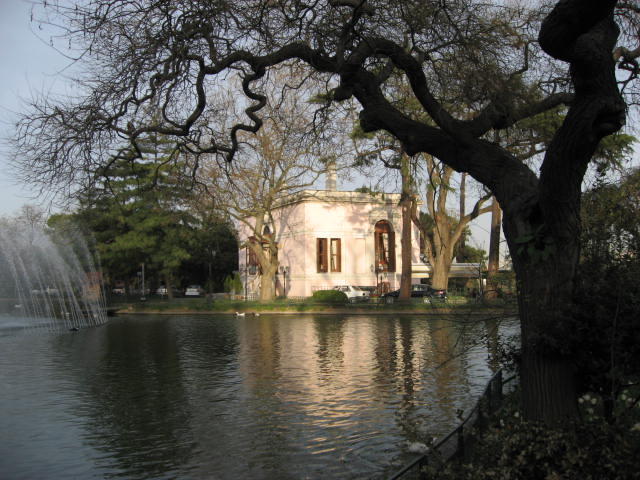

## المصدر
1. ↑  أخبار إسطنبول | حديقة يلدز – حديقة السلطان عبد الحميد | إسطنبول نسخة محفوظة 29 نوفمبر 2016 على موقع واي باك مشين.
2. ↑  حديقة يلدز في إسطنبول لوحة فنية خضراء تفيض جمالاً وأناق نسخة محفوظة 13 أبريل 2014 على موقع واي باك مشين.